# ガティネ
ガティネ （Gâtinais）は、フランスの自然区分上の地方で、かつての歴史的な伯爵領の名称。
北をセーヌ川、東をヨンヌ川、南をオルレアンの森、西をエソンヌ川と接する。大まかにいうと、現在のロワレ県北東部とセーヌ＝エ＝マルヌ県南部に広がる。歴史的な中心地はモンタルジ、ヌムールである。
Gâtinais、Vastinensis pagusはラテン語のvastinum（人もまばらな、というvastusより）に由来する。
フォンテーヌブローの森一帯のガティネはユネスコの生物圏保護区に指定されている。